# سانلیس
سانلیس (به فرانسوی: Senlis) یک کمون در فرانسه است که در canton of Senlis واقع شده‌است.

## خصوصیات
سانلیس ۲۴٫۰۵ کیلومترمربع مساحت و ۱۵٬۷۸۹ نفر جمعیت دارد و ۷۶ متر بالاتر از سطح دریا واقع شده‌است.

## خواهرخوانده
شهر مونتاله خواهرخواندهٔ سانلیس هست.